# 土耳其國際國防工業博覽會
土耳其国际国防工业展（英语：International Defence Industry Fair，简称IDEF）是一个重要的国际性国防工业展览会，每两年在土耳其伊斯坦布尔举行。该展览会由土耳其国防部（土耳其语：Millî Savunma Bakanlığı）主办，并由土耳其武装部队基金会（TAFF）负责组织。IDEF 于1993年首次举办，现已成为全球顶尖的国防工业盛会之一，在连接欧洲、亚洲和中东的国防市场方面扮演着关键角色。

## 历史[1]
土耳其武装部队基金会（TAFF）董事会于1992年1月24日做出决定，在TAFF管理和负责下，举办涵盖国防工业的展览会。自1993年以来，IDEF国际国防工业博览会每两年举办一次，每逢奇数年举办一次。
- IDEF 1993 博览会，首届博览会。
- IDEF2023博览会，第17届博览会，IDEF已成为世界三大国防工业博览会之一，并在伊斯坦布尔展览中心、阿塔图尔克机场、Wow酒店和阿塔科伊码头同时举办。。来自 55 个国家的1,461家公司参展。来自78个国家和3个国际组织的187个代表团、738名代表团成员参加。

## 展览范围[2]
IDEF 展出的产品和技术涵盖了现代国防和安全领域的多个子行业，包括但不限于：
- 陆地系统：主战坦克、装甲运兵车、火炮系统、导弹发射车、军用卡车及各种地面支援设备。
- 海军系统：护卫舰、巡逻艇、潜艇、无人水面/水下航行器及海军武器系统。[3]
- 航空航天系统：战斗机、直升机、运输机、无人机（UAVs）、航空航天技术和机载武器。
- 武器与弹药：步兵武器、炮弹、导弹、火箭、炸弹和精确制导武器。[4]
- 电子系统：雷达、传感器、电子战系统、通信系统、指挥与控制（C2）系统和网络安全解决方案。
- 后勤与支持：军事后勤、模拟器与训练系统、制服、防护装备和医疗设备。
- 无人系统：无人机、无人地面车辆（UGV）、无人水面艇（USV）及相关人工智能技术。

## 展会活动[5]
会议平台，会组织土耳其官员、代表团和参与公司之间的会议，以吸引更广泛的国内外参与者。
IDEF TALKS,由行业专家全面解决所有行业细节，并由专家组织独特的小组和研讨会。
IDEF PORT,舰船参观是 IDEF 的主要活动之一，旨在向来自世界各地的代表团介绍土耳其国防工业在海战武器和载具方面的技术和产品。